# Bifenyly
Bifenyly jsou aromatické chemické sloučeniny odvozené od uhlovodíku bifenylu. Jedná se o perzistentní látky (v přírodě se rozkládají jen velmi pomalu) a jedy.

## Příklady
- benzidin
- bifenyl
  - polychlorované bifenyly
- 2-fenylfenol